# Baersdonk genannt Mumm

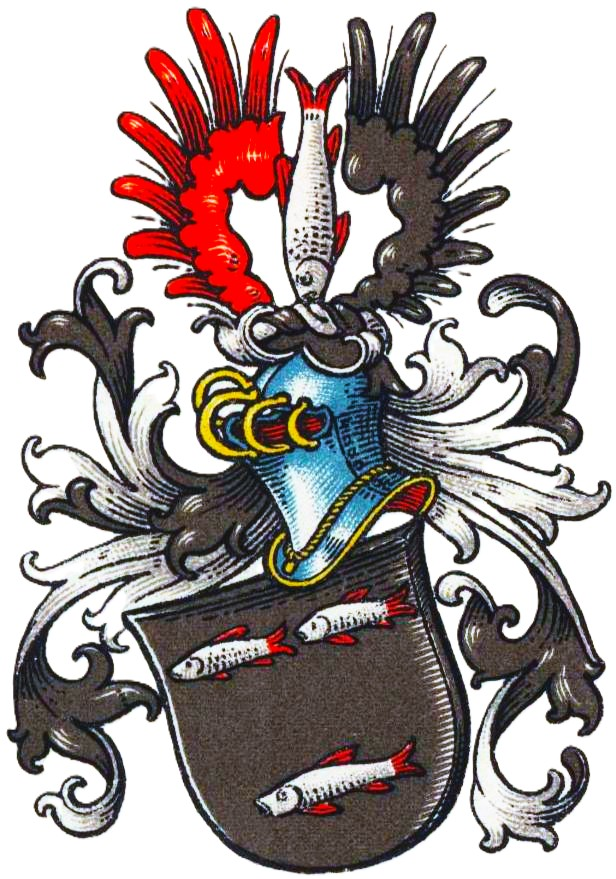
Wappen der Baersdonk genannt Mumm im Wappenbuch des Westfälischen Adels

Baersdonk genannt Mumm (auch Barsdunck genannt Mumme, Mumm genannt Baersdung, nur Mumm, Mumme o. ä.) ist der Name eines westfälischen Adelsgeschlechts, das später auch in das Herzogtum Nassau und nach Österreich kam.
Die Familie ist zu unterscheiden von dem nichtstammverwandten niederrheinischen Uradelsgeschlecht Mumm und dem 1873 geadelten Kaufmanns- und Bankiersgeschlecht Mumm von Schwarzenstein, auch wenn die einschlägige Literatur diese oftmals fälschlicherweise als eine Gesamtfamilie darstellt.

## Geschichte
Möglicherweise leitet das Geschlecht seinen Namen von Baersdonk bzw. Haus Baersdonk im heutigen Kerken am Niederrhein ab. Doch führten die Herren von Baersdonk im 14. Jahrhundert ein anderes Wappen (Kreuz mit einem Fisch belegt).
Bereits 1397 erscheint ein Schöffe Hinrich van Barsdunck gen. Mumme als Urkundenzeuge in der Freigrafschaft Heiden. 1399 kaufte derselbe den Groten Havenborych im Kirchspiel Raesfeld, trat 1405 erneut als Urkundenzeuge auf, gestand 1409 ein Rückkaufsrecht zu, bekam 1410 das Gut zu Bernevelde im Kirchspiel Raesfeld aufgetragen und 1412 nach zutphenschen Recht den Hof ten Closter im Kirchspiel Brünen.
1442 war ein späterer Hinrick von Barsdunck gt. Mumme Holzrichter der Mark zu Raesfeld. Derselbe besiegelte 1447 als Freischöffe der Freigrafschaft Heiden eine Urkunde.
Jaspar van Barsdunck gt. Mumme verkaufte 1485 ein Erbe Heitkamp im Kirchspiel Raesfeld.
In Urkunden von 1500, 1505, 1507 und 1508 findet sich ein Heinrich von Baersdonk genannt Mumme aus Bocholt, der Prior des Klosters Marienthal in Hamminkeln war. Derselbe trat 1504 eine ihm aus dem Kirchspiel Galen zustehende Rente von vier Gulden an den Herzog von Kleve ab. 1506 tauschten er und andere Marienthaler Konventuale Grundstücke mit Hinrichs Verwandtem, dem Bocholter Bürgermeister Jaspar Momme genannt van Bayrsdonck, dessen Frau Margarethe und den Kindern Johannes, Clauwes und Elseken. Jaspar erhielt vom Kloster den Hof Hempkink im Kirchspiel Bocholt, Bauerschaft Binnenhorst, und das Kloster den Closterhoff, Kirchspiel Brünen, Bauerschaft Dalhausen. Den Grabstein von diesem Jasper Mumm genannt Baersdonk, Richter zu Bocholt, in der Bocholter Pfarrkirche hat Anton Fahne beschrieben. Danach gehörten zu seinen Vorfahren väterlicherseits die Raesfeld, Castell und Kess, mütterlicherseits die Krechting, Baeck, Tenckink und Romeswinkel.
1526 wurde ein Streit zwischen klevischen Vertretern und Vertretern des Klosters Marienthal wegen des o. g. Priors Heinrich Baersdonk genannt Mumm dahingehend geschlichtet, dass das Kloster dem Herzog von Kleve 200 Goldgulden Strafe schuldete, Heinrich, wegen dessen Gefangennahme im Stift Münster beim Münsteraner Bischof Friedrich III. von Wied, dem Marschall und Drosten zu Bocholt und dem Drosten des Amts Bocholt Klage geführt worden war, Bürgen stellen musste und das Kloster auf die Jagd in Waldungen des Amtes Dinslaken verzichtete.
Clauwes, Sohn des Jasper Baersdonk genannt Mumme, folgte seinem Vater im Amt des Richters zu Bocholt, als der er als Claus Mumme zu Bocholt 1547 erscheint. Sein Bruder Johannes/Johann Baersdonk genannt Mumme übernahm dagegen das Holzrichteramt in der Mark Raesfeld. Als solcher tritt er 1551 auf.
1552 erscheint wieder ein Jasper Mumme als Richter, sowie 1553 erneut als Bocholter Bürgermeister Jasper Mumme, vor dem Richter Clawes Mumme und dessen Frau Elisabeth dem Bürgermeister Heinrich Mumme und dessen Frau Goest/Joest den S. Juriens- oder Mummemschlag in der Bauerschaft Lindern, Kirchspiel Bocholt, verkauften. Bürgermeister Heinrich Mumme und seine Frau verkauften die Immobilie direkt weiter an Prior Johann Hunseler und den Konvent des Klosters Marienthal. Zwischen 1577 und 1583 ersuchten Richter Jasper Mumme, sein Sohn Erich Mumme und die Schöffen des Landgerichts Bocholt in Münster um bessere Besoldung. In welchem verwandtschaftlichen Verhältnis die genannten Claus, Heinrich und Jasper Mumme standen, lässt sich aus den Urkunden nicht erschließen.
Ca. 1590 wurde Johann Mumme, der zwischenzeitlich auch Bocholter Bürgermeister war, als verstorben erwähnt. Seine Witwe, Mechtild Herdinck, war zu diesem Zeitpunkt bereits in zweiter Ehe mit Engelbert von Schrieck verheiratet und stritt sich mit Schwager Caspar Mumme in Erbschaftsangelegenheiten. 1592 stritten sich dann Everharda von der Wiek, Witwe des Everhard Mumme, und Anna Stramp, Witwe des Jasper Mumme, in Erbschaftsfragen. Jaspers Sohn Erich von Barsdunck genannt Mumme erscheint 1593–1605 als fürstlich-münsterischer Richter des Amts und der Stadt Bocholt. 1621 und noch 1656 war Ludwig von Baersdunck genannt Mumme Schöffe am Bocholter Gericht. 1635 war derselbe Provisor des Bocholter Armenhauses, 1657 Holzrichter der Mussumer und Lankener Mark und 1664 schließlich auch Bocholter Bürgermeister.
Mitte des 18. Jahrhunderts war Wilhelm Anton Joseph von Baersdunck gen. Mumme mit Anna Maria Elisabeth von Kersenbroich verheiratet. Die Eheleute hatten einen Sohn namens Ludovicus Ericus von Baersdunck gen. Mumme, der 1737 in Bocholt geboten wurde. Ein Vikar Bernhard Henrich von Mumme erscheint in Bocholt 1767. Im Hof- und Adressregister des Hochstifts Münster für das Jahr 1785 werden die adeligen Jugendlichen Philipp und Ludwig von Mumme zu Baersdunck erwähnt. Sie gehörten dem Adeligen Convict der Reichsfreiherrlichen Familie von Galen zu Münster an.
Laut Max von Spießen existierte die Familie noch 1814. Nach Ernst Heinrich Kneschke soll auch der herzoglich-nassauische Oberstleutnant von Mumme, der 1839 in Wiesbaden sein 50-jähriges Jubiläum als Soldat feierte, zur Familie zählen. Er wurde in Bocholt geboren und war zuvor königlich-preußischer Leutnant. Ferner stand ein Philipp von Mumme als Major in königlich-kaiserlichen Diensten, ebenso sein gleichnamiger Sohn 1843 als Hauptmann.

## Wappen
Blasonierung des Redenden Wappens: In Schwarz drei (2:1) rechts- oder linksschwimmende silberne Barsche (Baersdonk = Barschteich) mit roten Flossen (und einem goldenen Ring im Maul). Auf dem schwarz-silbern bewulsteten Helm mit schwarz-silbernen Helmdecken ein pfahlweis gestellter Barsch, den Kopf nach unten zwischen einem (rechts) roten und einem schwarzen Flügel.
Es besteht eine Wappenverwandtschaft mit den Barss/Bärss genannt Olischläger, die in Blau drei (2:1) goldene Barsche führten und am Niederrhein insbesondere in Wesel reich begütert waren. Eine Stammesverwandtschaft ist nicht belegt.